# Rhytiphora fasciata
Rhytiphora fasciata är en skalbaggsart som först beskrevs av Blackburn 1901.  Rhytiphora fasciata ingår i släktet Rhytiphora och familjen långhorningar. Inga underarter finns listade i Catalogue of Life.